# 43083 Frankconrad
43083 Frankconrad este un asteroid din centura principală de asteroizi.

## Descriere
43083 Frankconrad este un asteroid din centura principală de asteroizi. A fost descoperit pe 19 noiembrie 1999 la Bâton-Rouge de Walter R. Cooney, Jr.. Asteroidul prezintă o orbită caracterizată de o semiaxă mare de 2,48 ua, o excentricitate de 0,16 și o înclinație de 4,5° în raport cu ecliptica.